# Camille Oponga
Camille Herman Oponga Ayessa (Brazzaville, 24 gennaio 1978) è un ex calciatore della Repubblica del Congo, di ruolo difensore.

## Caratteristiche tecniche
Veniva impiegato come difensore centrale o come terzino destro.

## Carriera

### Club
Ha cominciato a giocare nel Red Star, club con cui ha debu. Nel 2001 è passato al Falkirk. Nel 2002 si è trasferito al Pau. Nella stagione 2004-2005 ha militato nel Cannes. Nel 2005 è stato acquistato dal Pacy. Nel 2008 è passato al Villemomble. Nel 2009 è stato ingaggiato dal Viry-Châtillon, con cui ha concluso la propria carriera.

### Nazionale
Ha debuttato in Nazionale il 25 gennaio 2000, in Marocco-Repubblica del Congo (1-0). Ha partecipato, con la Nazionale, alla Coppa d'Africa 2000. Ha collezionato in totale, con la maglia della Nazionale, 9 presenze.

## Statistiche

### Cronologia presenze e reti in Nazionale
| Cronologia completa delle presenze e delle reti in nazionale ― Rep. del Congo | Cronologia completa delle presenze e delle reti in nazionale ― Rep. del Congo | Cronologia completa delle presenze e delle reti in nazionale ― Rep. del Congo | Cronologia completa delle presenze e delle reti in nazionale ― Rep. del Congo | Cronologia completa delle presenze e delle reti in nazionale ― Rep. del Congo | Cronologia completa delle presenze e delle reti in nazionale ― Rep. del Congo | Cronologia completa delle presenze e delle reti in nazionale ― Rep. del Congo | Cronologia completa delle presenze e delle reti in nazionale ― Rep. del Congo |
| Data                                                                          | Città                                                                         | In casa                                                                       | Risultato                                                                     | Ospiti                                                                        | Competizione                                                                  | Reti                                                                          | Note                                                                          |
| ----------------------------------------------------------------------------- | ----------------------------------------------------------------------------- | ----------------------------------------------------------------------------- | ----------------------------------------------------------------------------- | ----------------------------------------------------------------------------- | ----------------------------------------------------------------------------- | ----------------------------------------------------------------------------- | ----------------------------------------------------------------------------- |
| 25-01-2000                                                                    | Lagos                                                                         | Marocco                                                                       | 1 – 0                                                                         | Rep. del Congo                                                                | Coppa d'Africa 2000                                                           | -                                                                             |                                                                               |
| 28-01-2000                                                                    | Lagos                                                                         | Nigeria                                                                       | 0 – 0                                                                         | Rep. del Congo                                                                | Coppa d'Africa 2000                                                           | -                                                                             |                                                                               |
| 03-02-2000                                                                    | Kano                                                                          | Tunisia                                                                       | 1 – 0                                                                         | Rep. del Congo                                                                | Coppa d'Africa 2000                                                           | -                                                                             |                                                                               |
| 23-04-2000                                                                    | Pointe-Noire                                                                  | Rep. del Congo                                                                | 2 – 1                                                                         | Guinea Equatoriale                                                            | Qual. Mondiali 2002                                                           | -                                                                             |                                                                               |
| 16-11-2003                                                                    | Freetown                                                                      | Sierra Leone                                                                  | 1 – 1                                                                         | Rep. del Congo                                                                | Qual. Mondiali 2006                                                           | -                                                                             |                                                                               |
| 03-09-2005                                                                    | Bamako                                                                        | Mali                                                                          | 2 – 0                                                                         | Rep. del Congo                                                                | Qual. Mondiali 2006                                                           | -                                                                             | 46’                                                                           |
| 02-09-2006                                                                    | Johannesburg                                                                  | Sudafrica                                                                     | 0 – 0                                                                         | Rep. del Congo                                                                | Qual. Coppa d'Africa 2008                                                     | -                                                                             |                                                                               |
| 08-10-2006                                                                    | Brazzaville                                                                   | Rep. del Congo                                                                | 3 – 1                                                                         | Ciad                                                                          | Qual. Coppa d'Africa 2008                                                     | -                                                                             |                                                                               |
| 14-11-2006                                                                    | Saint-Malo                                                                    | Mali                                                                          | 1 – 0                                                                         | Rep. del Congo                                                                | Amichevole                                                                    | -                                                                             |                                                                               |
| Totale                                                                        |                                                                               | Presenze                                                                      | 9                                                                             |                                                                               | Reti                                                                          | 0                                                                             |                                                                               |